# Stephen Maturin
Stephen Maturin y Domanova è il coprotagonista, insieme a Jack Aubrey, dei romanzi incentrati sulle avventure dei suddetti personaggi di Patrick O'Brian narranti le vicende dell'ufficiale della Royal Navy britannica Jack Aubrey, amico fraterno di Stephen, conosciuto ad un concerto a Port Mahon, città sull'isola di Minorca. Maturin è anche un agente dei servizi d'informazione britannici grazie alla padronanza delle lingue e ai contatti in Spagna. Per motivi fortuiti i due vengono in contatto nel primo romanzo della serie, Primo comando, e fra loro nasce un'amicizia che avrà modo di essere cementata dalla loro vita di bordo delle varie navi, dal piccolo brigantino Sophie, il primo comando, appunto, di Jack Aubrey, passando per la celebre e molto amata Surprise (di cui sarà il proprietario per un certo periodo) (ne Il rovescio della medaglia) e così via per tutte le navi comandate dal suo amico.
Il "dottore", come viene affettuosamente chiamato dai vari marinai delle navi comandate da Jack, è figlio naturale di un militare irlandese e di una gentildonna catalana, cattolico in mezzo ad anglicani, sebbene ben poco praticante, e totalmente inetto in qualunque cosa riguardi la navigazione. Momenti di pura ilarità nascono dalle sue ripetute cadute in mare durante i trasferimenti dalla scialuppa a bordo della nave vera e propria.
Coltissimo, di mentalità aperta e decisamente capace di guadagnarsi il rispetto degli altri chirurghi di bordo (unica eccezione la sua incapacità di curare i denti dei pazienti), Stephen ben presto viene contornato da un'aura di guaritore mitico, puntualmente rinnovata su ogni nave sulla quale mette piede, grazie anche alle superstizioni dei marinai, cosa che gli causa spesso una certa irritazione.
Stephen risulta spesso una figura più matura di Jack, forse anche per la sua attività di agente dei servizi segreti della marina, ma si dimostra vulnerabilissimo sul piano affettivo: dopo aver perso la propria amata durante la ribellione irlandese degli Irlandesi Uniti (di cui faceva parte) si innamora perdutamente della bellissima Diana Villiers, sua amante prima e moglie poi, che però non lo ricambia come il povero Stephen meriterebbe, infliggendogli sofferenze amorose che attenua con la tintura di laudano (forma liquida dell'oppio), di cui diventa dipendente finché una dose troppo potente non rischia di ucciderlo (La nave corsara).
Stephen Maturin possiede una fiducia pressoché illimitata nelle capacità dei marinai sul mare, dovuta anche al fatto di essere in un certo modo refrattario a tutto ciò che riguarda il mare e la marina: termini, consuetudini (e in particolare la fretta che continuamente lo perseguita). Questo suo essere irrimediabilmente terrazzano (una persona, cioè, che, per i marinai, non conosca il mare e sia inesperta di navigazione, spesso un peso e comunque sempre d'intralcio nelle manovre) stupisce sempre i suoi compagni di navigazione, che hanno per lui una cura e un affetto particolari quando il medico è sul mare.
Coraggioso e sempre pronto a sfidare chiunque lo offenda, Stephen è anche un personaggio arguto e talora brillante, che riserva sottilissime ed acute frecciatine anche nelle situazioni più inaspettate. Proprio per queste caratteristiche qualcuno crede che il personaggio di Maturin possa rappresentare l'alter ego del suo autore, anch'egli irlandese.
| Controllo di autorità | LCCN (EN) sh92000648 · J9U (EN, HE) 987007546639105171 |